# Marathon Infinity
Marathon Infinity è il terzo e ultimo capitolo della serie di videogiochi di tipo sparatutto in prima persona Marathon, realizzata da Bungie Software. È stato pubblicato nel 1996 per il sistema operativo di Apple Mac OS, a differenza del precedente titolo uscito anche per Microsoft Windows.
Nel 2005 il gioco è stato reso freeware insieme ai predecessori, e grazie anche alla precedente pubblicazione del codice sorgente, sono stati realizzati port non ufficiali per i sistemi operativi più recenti.